# Margarida Guia
Margarida Guia (Bressuire, 1972 - Bruxelas, 2021), foi uma criadora sonora, actriz, performer, encenadora e compositora franco-portuguesa. 

## Biografia
Margarida Guia nasceu em Bressuire, França em 1972. 
Foi dançarina entre os 6 os 16 anos. A sua estreia como atriz aconteceu com 11 anos de idade. Participou duas vezes no Festival de Teatro Português em França, onde foi descoberta pelo público franco-português. 
Residiu na Bélgica desde 2007. 
Faleceu a 19 de Julho de 2021, em Bruxelas, vítima de cancro. 

## Percurso
O seu percurso artístico iniciou-se em 2002, quando criou uma biblioteca ambulante, a Bibliambule, lendo poesia em palco. A Bibliambule circulou pela Europa.
Ao longo da sua vida, deu vários workshops de leitura em voz alta, fruto da sua experiência teatral.
Demonstrou-se solidária com inúmeras causas, como os sem-abrigo, os migrantes, os idosos e os mais desfavorecidos. Colaborou assiduamente em Portugal com a Casa da Achada - Centro Mário Dionísio, desde a sua abertura.

## Prémios e reconhecimento
Foi a criadora da banda sonora do projecto de Céline Tertre, Mystique 13/21  que ganhou o Prémio Jeune Talent Scam France 2011. 
A Camâra Municipal de Loulé emitiu uma nota de pesar aquando da sua morte em 2021. 

## Ligações Externas
- Soundcloud da Margarida Guia

- Entrevista | Margarida Guia ITW Bruno Tackels Hybrides#3 Montpellier 2011